# Conflit de l'école Holy Cross
Le conflit de l'école Holy Cross s'est déroulé entre 2001 et 2002 en Irlande du Nord, dans le quartier d'Ardoyne au nord de Belfast. À la suite de 30 ans de Conflit nord-irlandais, Ardoyne était devenu ségréguée : les protestants britanniques vivent dans certains quartiers et les catholiques irlandais dans d'autres. Une école primaire catholique s'est ainsi retrouvée au cœur d'un quartier protestant. En juin 2001, des loyalistes  commencent un piquet de grève devant l'école, souhaitant empêcher le passage des catholiques dans leur quartier. L'incident se transforme en affrontement communautaire, la police anti-émeute, soutenue par l'armée britannique, devant escorter quotidiennement les enfants et leurs parents au milieu des jets de pierre, de bombes artisanales et parfois de tirs d'armes à feu. Les violences ont été condamnées aussi bien par les catholiques que les protestants, et certains ont comparé les événements à la ségrégation raciale aux États-Unis.
Le premier piquet de grève a eu lieu en juin, au cours de la dernière semaine d'école avant les vacances d'été. La grève a repris le 3 septembre, lors de la rentrée scolaire, et a duré jusqu'au 23 novembre.

## Débuts

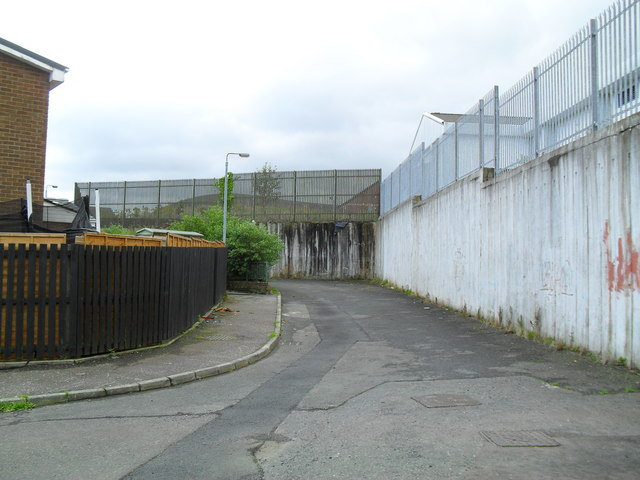
Un « mur de la paix » séparant les communautés.

Holy Cross (littéralement Sainte-Croix) est une école primaire catholique pour filles d'Ardoyne, au nord de Belfast. Ce quartier reste l'un des plus pauvres d'Irlande du Nord. Avant le début des Troubles à la fin des années 1960, la zone était mixte, comportant protestants et catholiques. À la suite des violences communautaires, l'Alliance Avenue sépare le quartier catholique et républicain au sud, et le quartier protestant et loyaliste au nord. Un mur d'une douzaine de mètres de haut est construit, et près de 20 personnes ont été tuées au niveau de cette délimitation pendant le conflit. L'école Holy Cross, bien que catholique, s'est ainsi retrouvée dans une zone protestante, que certaines élèves doivent traverser pour s'y rendre.
Les accords de paix, dits Good Friday Agreement, sont signés en 1998, mais la situation politique reste tendue.
Les causes des affrontements à Holy Cross sont débattues. En décembre 2000, le chauffeur de taxi protestant Trevor Kell est abattu à Ardoyne, en représailles le catholique Gary Moore est abattu le lendemain à Newtownabbey,.
À l'origine du conflit, des protestants signalent que le passage des catholiques dans leur quartier s'accompagnait de violences. Devant l'absence de réaction du gouvernement, la décision d'une manifestation est prise De leur côté, les catholiques signalent que les violences sont réciproques Le passage des adultes accompagnant leurs enfants aurait également servi à renseigner l'IRA provisoire La tension monte, et les deux communautés hissent de nombreux drapeaux devant leurs maisons et quartiers. C'est le 19 juin 2001 qu'a lieu l'événement déclencheur : un conflit concernant un drapeau paramilitaire loyaliste pour lequel les circonstances restent discutées,,,.

## Été 2001

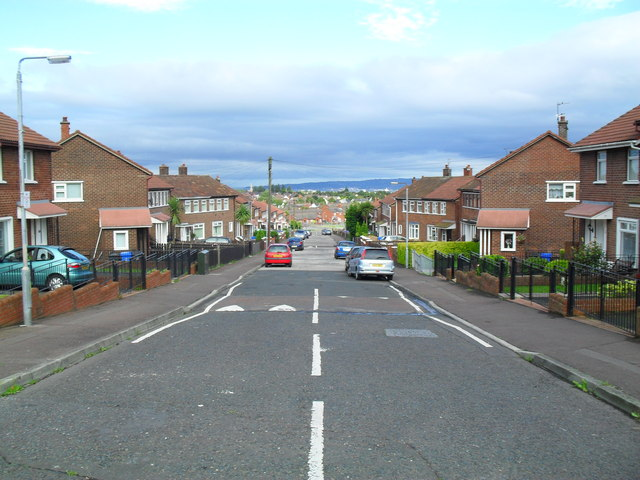
Une rue de Glenbryn, quartier protestant.

Le mardi 19 juin, la Royal Ulster Constabulary (RUC, la police d'Irlande du Nord), doit protéger les enfants et leurs parents qui sont victimes de jets de pierre.
Le lendemain, l'école reste fermée, les loyalistes en bloquant l'entrée. Dans la soirée, jusqu'à 600 personnes, nationalistes ou loyalistes, s'affrontent pendant que la police tente de faire cesser les violences. Des pierres et plus de 100 cocktails molotov sont jetés. En réponse, huit balles en caoutchouc sont tirées. 39 policiers sont blessés. Les deux communautés se rejettent la faute,.
Le lendemain, jeudi 21 juin, le blocus reprend. 60 des 230 élèves doivent traverser une autre école pour parvenir à contourner le blocage. Le soir, les émeutes reprennent et se poursuivent dans la nuit. Les loyalistes tirent 10 coups de feu, lancent 6 bombes improvisées et 46 coktails molotov contre la police. 24 policiers sont blessés. Le 22 juin, dernier jour d'école avant les congés d'été, des enfants doivent à nouveau passer par le terrain d'une autre école pour assister aux cours.Un membre du Sinn Féin compare alors cette situation à la ségrégation dans l'Alabama dans les années 1960. Trois familles protestantes habitant rue d'Ardoyne déménagent, par peur de violences nationalistes, et deux maisons catholiques sont attaquées avec des bombes tuyau.
Les pourparlers entre les manifestants et les parents d'élèves ont lieu pendant l'été, mais aucun accord n'est trouvé.

## Automne 2001

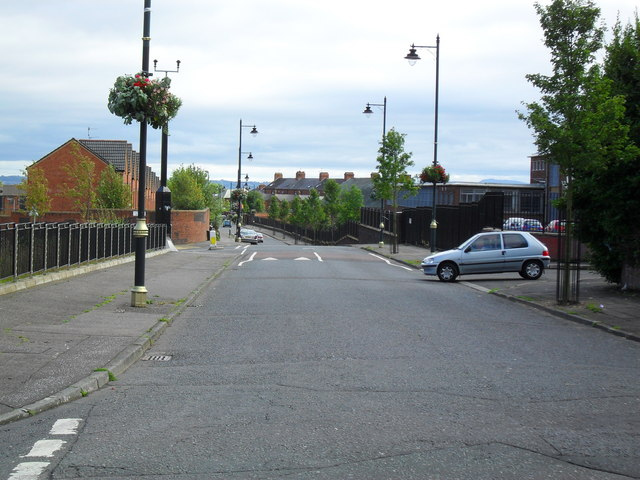
Une partie de la route d'Ardoyne.

Le lundi 3 septembre, jour de la rentrée scolaire, les violences reprennent. La RUC, soutenue par l'Armée Britannique, s'était alors mieux préparé pour y faire face : leurs forces disposaient d'un hélicoptère et de barrières de plexiglas. Les enfants sont escortés à l'école malgré les insultes, et les jets de pierres et de bouteilles.
Le 23 novembre, les manifestations s'arrêtent.
Au total, les manifestations ont vu 8 civils, 122 policiers et 2 soldats blessés, en plus des dégâts matériels.
En 2002, un bus de ramassage scolaire transporte les élèves, en faisant une cible moins facile.

Une élève avec un soldat du régiment de Fusiliers.